# Републикански път III-503
Републикански път IIІ-503 е третокласен път, част от републиканската пътна мрежа на България, преминаващ по територията на области Стара Загора и Хасково. Дължината му е 29,5 км.
Пътят се отклонява наляво при 251,7 км на Републикански път I-5 в центъра на село Средец и се насочва на югоизток през Горнотракийската низина. Преминава последователно през селата Опан, Бяло поле и Васил Левски, навлиза в Хасковска област, минава през западната част на град Симеоновград, пресича река Марица и непосредствено след моста на реката, в югозападната част на града се съединява с Републикански път III-8007 при неговия 24 км.
При 5,4 км, в югоизточната част на село Опан, наляво се отклонява Републикански път III-5031 (17 км) през селата Венец и Разделна до град Гълъбово, при 44,5 км на Републикански път III-554.
| Пътища, отклоняващи се надясно (населено място, № на пътя, посока на пътя) | Км   | Пътища, отклоняващи се наляво (посока на пътя, № на пътя, населено място) |
| -------------------------------------------------------------------------- | ---- | ------------------------------------------------------------------------- |
| Община Опан, Област Стара Загора, I-5, 251,7 км, с. Средец ←               | 0,0  | ← с. Средец, 251,7 км, I-5, Област Стара Загора, Община Опан              |
| с. Опан                                                                    | 4,4  | → с. Опан, общински път (за с. Кравино)                                   |
| с. Опан ←                                                                  | 5,4  | → с. Опан, 0 км, III-5031 (до гр. Гълъбово)                               |
| с. Бяло поле                                                               | 10,6 | с. Бяло поле                                                              |
|                                                                            | 15,1 | → общински път (за с. Столетово)                                          |
| (за с. Бащино) общински път, с. Васил Левски ←                             | 19,4 | с. Васил Левски                                                           |
| Община Симеоновград, Област Хасково                                        | 24,3 | Област Хасково, Община Симеоновград                                       |
| (от гр. Чирпан) III-663, 56 км гр. Симеоновград →                          | 29,2 | → гр. Симеоновград, 56 км, III-663 (до гр. Симеоновград)                  |
| (от 305,8 км на I-8) III-8007, 24 км гр. Симеоновград →                    | 29,5 | → гр. Симеоновград, 24 км, III-8007 (до гр. Симеоновград)                 |